# Pogny
Pogny é uma comuna francesa na região administrativa do Grande Leste, no departamento de Marne. Estende-se por uma área de 14.05 km², e possui 914 habitantes, segundo o censo de 2018, com uma densidade de 65 hab/km².